# Schleitheim
Schleitheim és un municipi del cantó de Schaffhausen (Suïssa).